# Daniel Mesotitsch
Daniel Mesotitsch (n. 22 mai 1976, Villach, Carintia, Austria) este un biatlonist ce a reprezentat Austria, medaliat olimpic. A participat la 4 ediții ale Jocurilor Olimpice (2002, 2006, 2010, 2014) în care a câștigat o medalie de argint și o medalie de bronz.